# Inuko Inuyama
Inuko Inuyama  (犬山 イヌコ?), pseudonimo di Chie Tozuka (戸塚 千絵?) (Tokyo, 16 dicembre 1965) è una doppiatrice giapponese principalmente conosciuta per il ruolo di Meowth nella versione originale giapponese dell'anime Pocket Monsters.
Ha inoltre doppiato i personaggi di Manta Oyamada in Shaman King e Kurumizawa in Tokyo Godfathers.

## Ruoli interpretati

### Serie animate
- My Hero Academia (Thirteen/Anan Kurose)
- Pokémon (Meowth, Timmy, Swinub di Lucinda, Piloswine di Lucinda, Roggenrola di Ash, Sewaddle di Ash, Swadloon di Ash, Leavanny di Ash)
- Shaman King (Manta Oyamada, Sally)
- Shaman King (serie animata 2021) (Manta Oyamada)

### Film animati
- Il film Pokémon: Nero - Victini e Reshiram e Bianco - Victini e Zekrom (Meowth)
- Il film Pokémon - Genesect e il risveglio della leggenda (Meowth, Leavanny di Ash)
- Il film Pokémon - Diancie e il bozzolo della distruzione (Meowth)
- Il film Pokémon - Hoopa e lo scontro epocale (Meowth)
- Il film Pokémon - Volcanion e la meraviglia meccanica (Meowth)
- Il film Pokémon - Scelgo te! (Meowth)
- Il film Pokémon - In ognuno di noi (Meowth)
- Il film Pokémon - I segreti della giungla (Meowth)
- Mewtwo! Ware wa koko ni ari (Meowth)
- Pokémon il film - Mewtwo contro Mew (Meowth)
- Pokémon 2 - La forza di uno (Meowth)
- Pokémon 3 - L'incantesimo degli Unown (Meowth)
- Pokémon 4Ever (Meowth)
- Pokémon Heroes (Meowth)
- Pokémon: Jirachi Wish Maker (Meowth)
- Pokémon: Destiny Deoxys - Fratello dello spazio (Meowth)
- Pokémon: Lucario e il mistero di Mew (Meowth)
- Pokémon Ranger e il Tempio del Mare (Meowth)
- Pokémon: L'ascesa di Darkrai (Meowth)
- Pokémon: Giratina e il Guerriero dei Cieli (Meowth, Swinub di Lucinda)
- Pokémon: Arceus e il Gioiello della Vita (Meowth)
- Pokémon: Il re delle illusioni Zoroark (Meowth)
- Pokémon: Mewtwo colpisce ancora - L'evoluzione (Meowth)
- Tokyo Godfathers (Kurumizawa)

### Videogiochi
- Breath of Fire IV (Ershin)
- Granblue Fantasy (Malinda)
- My Hero Academia: Battle for All (Thirteen/Anan Kurose)
- Pokémon Snap (Meowth)
- Pokémon Masters EX (Meowth)
- Pokémon Spada e Scudo (Meowth)
- Shaman King: Spirit of Shamans (Manta Oyamada)
- Shaman King: Soul Fight (Manta Oyamada)
- Shaman King: Funbari Spirits (Manta Oyamada)
- Super Smash Bros. Ultimate (Ivysaur)